# Pierre Louis George du Buat
Pour les articles homonymes, voir Buat.
Pierre Louis George, comte du Buat (né le 23 avril 1734 à Tortisambert - mort le 17 octobre 1809 à Vieux-Condé), est un ingénieur et hydraulicien français qui a assisté l'abbé Bossut dans ses recherches d'hydrodynamique. Il a été colonel du Génie, Brigadier Lieutenant du roi, Chevalier de l'ordre royal et militaire de Saint-Louis. 

## L'ingénieur des fortifications
Promu ingénieur à sa sortie de l’école royale du génie de Mézières en 1750, du Buat a exercé la première partie de sa carrière sur les frontières du Nord. D'abord affecté à la réalisation du canal de jonction de la Lys à l'Aa, il travaille à la modernisation des fortifications des citadelles de Condé-sur-l'Escaut de 1775 à 1780 et de Valenciennes (percement du bras du Jard, à partir de 1773). Il a été nommé en 1773 ingénieur en chef à Condé. Il épousa en 1758 la fille de Gérard Bosquet, régisseur de la Compagnie des mines d’Anzin, dont il fut ensuite actionnaire et administrateur. En 1788, il quitta le corps du Génie pour la charge de « lieutenant de Roi » à Condé ce qui fit de lui le substitut du gouverneur de la ville, Anne-Emmanuel de Croÿ. « À la famille princière, il était donc lié par la reconnaissance et l’intérêt ; il était l’homme du seigneur, et même son familier au point de partager à Paris sa voiture et son hôtel,. »
Après avoir pris part dans les Pays-Bas aux premières campagnes de la Convention sous la direction de Dumouriez, il passe à l'ennemi en même temps que son général (1793). La loi d’amnistie votée par le Consulat lui permet de reprendre du service après 1802, cette fois comme directeur de la Compagnie des mines d'Anzin.
Jusqu’aux travaux de Bélanger, les Principes d'hydraulique de du Buat demeurent la bible des ingénieurs hydrauliciens : ils sont traduits en allemand par Woltman et Eytelwein en 1791.
Dès 1768, il avait introduit dans le dessin géométral des fortifications une convention importante pour résoudre le problème du défilement : la représentation de la ligne de plus grande pente d'un talus, par l’intermédiaire d’une « échelle de pente » conventionnelle. Cette innovation a été immédiatement adoptée à l’école du génie de Mézières, et elle a été conservée en géométrie cotée.

## L'hydraulicien

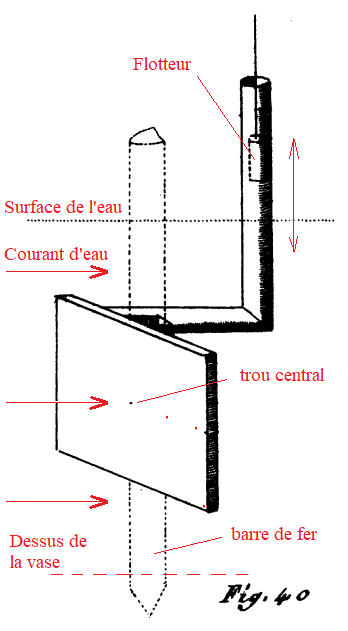
L'un des dispositifs de mesure des pressions de Du Buat

Parallèlement, il participe aux recherches lancées par d'Alembert et Bossut sur la résistance des fluides à l'avancement des navires (traînée) ; ses recherches sont consignées dans un traité intitulé Principes d'hydraulique (1779) et qui a connu plusieurs éditions encore sous l'Empire. Le succès de ce livre s'explique par les nombreuses données expérimentales et les explications sur le fonctionnement des machines hydrauliques, qui le distinguent des spéculations beaucoup trop théoriques de d'Alembert et d'autres auteurs. Ainsi, du Buat avait pu mesurer que la résistance d'un parallélépipède en déplacement dans l'eau (parallèlement à ses plus grandes arêtes) était due en partie à la surpression bien connue sur sa face avant, en partie à la dépression sur sa face arrière (dépression ignorée jusque là,), et en partie aux effets de la viscosité de l'eau sur les parois parallèles au déplacement (ce qu'on appelle de nos jours la traînée de friction). Pour du Buat, l'existence de cette traînée de friction pouvait tout à fait expliquer le paradoxe de D'Alembert qui n'était basé que sur l'intégration des différentes pressions.
Appliquant cette conception de la friction contre les parois à l'écoulement dans les canaux découverts, il propose une formule analogue à celle d'Antoine Chézy pour le débit des cours d'eau :
{\displaystyle u=2g\cdot m\cdot i\cdot \left({\frac {lh}{l+2h}}\right)}
où u est la vitesse moyenne de l'eau,
- g est l'accélération de la pesanteur,
- m est un coefficient dépendant de la rugosité des berges,
- i est la pente du fond de la rivière,
- l est la largeur du lit,
- h la profondeur de la rivière.

Du Buat étudia également la dépendance de la viscosité des liquides avec la température.

De même il proposa un calcul de la surface d'un parachute nécessaire pour qu'un homme puisse résister « à la commotion qui termine la chute » [c.-à-d. le choc de l'atterrissage] (voir ce calcul dans l'article Parachute).

## À propos du freinage que l’eau d’un fleuve ressent de la part de son lit

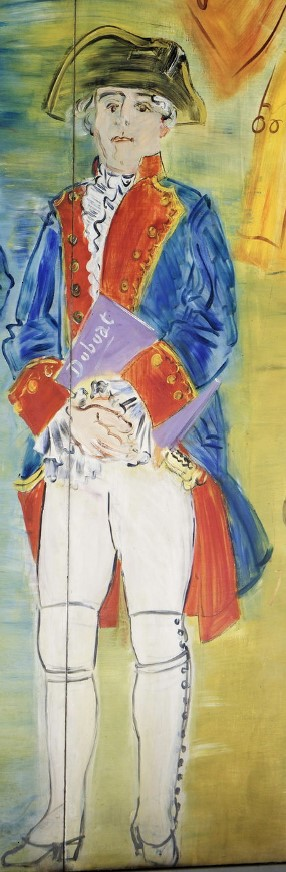
Pierre Louis George du Buat peint par Raoul Dufy

## Œuvres
- Principes d'hydraulique et de pyrodynamique vérifiés par un grand nombre d'expériences faites par ordre du gouvernement (éd. princeps en 1 vol. 1779, 2e éd. en 2 vol. 1786, dernière éd. révisée en 3 vol. 1816), éd. Firmin Didot, Paris
- Principes d'hydraulique vérifiés par un grand nombre d'Expériences faites par ordre du Gouvernement, par le chevalier DU BUAT, Tome premier, 1786
- Principes d'Hydraulique et de Pyrodynamique, tome second, par M. DuBuat,
- Mémoire sur quelques applications du ressort de l'air atmosphérique comprimé, considéré comme force motrice (1837), éd. B. Henry, Valenciennes, 32 p.

## Commentaires sur les œuvres de du Buat
RÉSISTANCE DES FLUIDES CONSIDÉRATIONS HISTORIQUES, PHYSIQUES ET PRATIQUES relatives au problème de l'action dynamique mutuelle d'un fluide et d'un solide, spécialement dans l'état de permanence supposé acquis par leurs mouvements ; par M. de Saint-Venant, membre de l'Académie, Mémoires de l'Académie des sciences de l'Institut de France, 1888, 
- Barré de SAINT-VENANT, NOTICE SUR LA VIE ET LES OUVRAGES DE PlERRE-LOUIS-GEORGES, COMTE DU BUAT, Lille, Impr. L. Danel, 1866 (lire en ligne)

## Reconnaissance
Reconnu mondialement pour son génie, il figure sur la "La fée électricité", chef-d'œuvre monumental de Raoul Dufy, conservé au Musée d'Art moderne de Paris. Le Musée d'Art moderne de Paris a créé un site internet permettant une visite virtuelle en 3D de cette œuvre qui est l'une des plus grandes du monde : 600 m2, 10 tonnes.